# Kosmonauta z Solway Firth
Kosmonauta z Solway Firth (znany również jako kosmonauta z Solway lub kosmonauta z Cumberland) – nazwa nadana postaci widocznej na fotografii wykonanej w 1964 roku przez strażaka, fotografa i lokalnego historyka Jima Templetona (13 lutego 1920 – 27 listopada 2011 roku). Słynne zdjęcie zostało zrobione na Burgh Marsh, położonego w pobliżu Burgh by Sands, z widokiem na Solway Firth w Kumbrii, w Anglii. Templeton twierdził, że fotografia przedstawia postać ubraną w skafander kosmiczny i podkreślał, że nikogo nie było widać podczas wykonywania fotografii. Obraz był powielany powszechnie we współczesnych autorowi gazetach i zyskał zainteresowanie ufologów. Późniejsza analiza wykazała, że postać to prawdopodobnie w rzeczywistości żona fotografa, stojąca tyłem do aparatu. Jej niebieska sukienka ze względu na prześwietlenie była widoczna w kolorze białym.

## Fotografia
W dniu 23 maja 1964 r. Jim Templeton, strażak z Carlisle, wykonał trzy fotografie, na których utrwalił swoją pięcioletnią córkę, podczas wycieczki do Burgh Marsh. Templeton powiedział, że jedynymi obcymi osobami na bagnach w ciągu dnia było kilka starszych pań, siedzących w samochodzie na końcu bagna. W liście do Daily Mail w 2002 r. Templeton stwierdził: „Wykonałem trzy zdjęcia mojej córki Elżbiety w podobnej pozie – i byłem w szoku, gdy podczas wywołania zdjęć zauważyłem coś, co wygląda jak astronauta w tle.” Templeton podkreślał, że zauważył postać dopiero po wywołaniu fotografii, a analityk firmy Kodak potwierdził, że zdjęcie było prawdziwe.
Zgodnie z opinią wykładowcy dziennikarstwa w Sheffield Hallam University i pisarza Davida Clarke, postacią na fotografii może być żona Templetona, Annie, która była obecna wówczas i jest widoczna na innych zdjęciach zrobionych tego dnia. Clarke powiedział: „Myślę, że z jakiegoś powodu jego żona weszła do kadru i nie zauważył jej, ponieważ według danych producenta aparatu przez obiektyw widać tylko 70% tego, co było w kadrze”. Annie miała na sobie jasnoniebieską sukienkę w danym dniu, która została prześwietlona jako biała w innych zdjęciach zrobionych tego dnia, również miała ciemne, krótkie włosy. Podczas obróbki zdjęcia, aby przyciemnić obraz i wyprostować horyzont, rzekomy kosmonauta coraz bardziej przybiera postać normalnego człowieka widzianego od tyłu.

## Publikacja
Templeton powiedział dziennikarzom, „pokazałem zdjęcie policji w Carlisle, która po wielu wątpliwościach, obejrzała je i nie stwierdziła nic podejrzanego. Lokalna gazeta, Cumberland News rozpowszechniła historię i w ciągu godziny była znana na całym świecie. Zdjęcie z pewnością nie jest fałszywe, a ja jestem tak otumaniony, jak nikt inny, gdy pojawiła się ta postać w tle. Przez cztery dekady zdjęcie zostało w domenie publicznej, miałem wiele tysięcy listów z całego świata z różnymi pomysłami i możliwościami – większość z nich nie miała sensu dla mnie”.
Templeton wspomniał, że po opublikowaniu zdjęcia odwiedziło go dwóch mężczyzn, którzy twierdzili, że są z rządu, jednak odmówili okazania dowodu tożsamości. Stwierdza: „Mówili, że pracują dla rządu i wylegitymowali się wyłącznie numerem służbowym”. Po zaprowadzeniu ludzi do miejsca, gdzie zostały zrobione zdjęcia, powiedział, że kiedy tłumaczył, że nie widział żadnej postaci wówczas, rozgniewali się i odjechali pozostawiając samego bez powrotu do domu.
W wywiadzie dla BBC Look North i liście do The Daily Mail Templeton powiedział również, że uruchomienie rakiety Blue Streak w Strefie Zakazanej Woomera w Południowej Australii zostało przerwane, ponieważ dwóch dużych mężczyzn było widocznych podczas odpalania rakiety. Twierdził, że technicy później zobaczyli jego zdjęcie w gazecie i australijskie postacie były dokładne takie same. David Clarke zakwestionował jednak tę możliwość.
W odpowiedzi na wniosek ufologów zainteresowanych tym, czy zdjęcie było interesujące dla władz, brytyjskie Ministerstwo Obrony oficjalnie stwierdziło, że nie było zainteresowane zdjęciem Templetona.